# 1959 w nauce

## Zmarli
- 10 grudnia – Andrzej Sołtan, polski fizyk

## Nauki przyrodnicze i ścisłe

### Astronomia
- Gerard Kuiper – Nagroda Henry Norris Russell Lectureship przyznawana przez American Astronomical Society

### Biologia
- powołano Polskie Towarzystwo Hydrobiologiczne

### Chemia

#### Reakcje chemiczne
- opublikowanie reakcji nazwanej przegrupowaniem McLafferty’ego
- odkrycie reakcji Ugi
- opublikowanie reakcji nazwanej procesem Wackera

## Nagrody Nobla
- Fizyka – Emilio Gino Segrè, Owen Chamberlain
- Chemia – Jaroslav Heyrovský
- Medycyna – Severo Ochoa de Albornoz, Arthur Kornberg